# Козина слобода (станція метро)
55°48′55″ пн. ш. 49°05′56″ сх. д. / 55.81528° пн. ш. 49.09889° сх. д.
Козяча слобода (або Козина слобода) (рос. Козья слобода, тат. Käcä Bistäse) — станція Казанського метрополітену, яка розташована на Центральній лінії. Відкрита 30 грудня 2010 року за участі Президента Республіки Татарстан та міського голови Казані. Розташована на перетині вулиці Декабристів, проспекту Ібрагімова та вулиці Муланура Вагітова. На момент відкриття — єдина станція у зарічній частині міста. Внаслідок її розташування відкриття спричинило зростання пасажиропотоку у казанському метрополітені у 2,5 рази.
На станції «Козяча слобода» встановлено ескалатори, а також ліфт і підйомник інвалідних візків, проте другий вестибюль, у якому, власне, знаходиться ліфт, поки не введено в експлуатацію. З цієї причини станція тимчасово непридатна для обслуговування пасажирів із особливими фізичними потребами.

## Дискусії щодо назви
Назви станції, запропоновані на початку проектування — «Ленінська», потім «Молодіжний центр» — втратили актуальність, бо Ленінський район міста було ліквідовано, а Молодіжний центр — зачинено.
За результатами досліджень міської топонімічної комісії у 2005 році тодішній міський голова Ісхаков затвердив назву «Козяча слобода», як таку, що відповідає історичному топоніму даної місцевості та століттями згадується в історичних джерелах та легендах. На початку 2009 року виникли суперечки щодо несучасності та немилозвучності такої назви, а студенти енергоуніверситету, що розташований поруч, навіть вимагали назвати станцію на честь їхнього вишу. Внаслідок цього керівництво міста та республіки запропонувало компромісну назву — «Заріччя», однак у містян така назва асоціювалась б в першу чергу із Кіровським районом міста, тому і вона не задовольняла вимогам спільноти.
Наприкінці 2010 року жевріюча дискусія пожвавилася знову: Президент Республіки Татарстан Рустам Мінніханов оголосив про конкурс на найкращу назву для нової станції і запропонував від себе поширену у Татарстані назву «Ак Барс», що негайно ж було підтримано місцевими чиновниками. Так, директор казанського «Метроелектротрансу» Асфан Ґалявов зробив заяву, буцімто питання щодо назви станції вже вирішено. Проте результати голосування на сайті МУП «МЕТ» свідчили, що назва «Ак Барс» не знаходить підтримки серед населення, незважаючи навіть на обнулення результатів голосування і проблеми у роботі сайту. 26 листопада 2010 року міський голова Ільсур Метшин виголосив телепромову, у якій подякував суспільству за безпрецедентно активну участь у дискусії та заявив, що станції остаточно надано назву «Козяча слобода»».

## Технічна характеристика
Конструкція станції — трипрогінна колонна станція мілкого закладення (глибина закладення — 14 м) з монолітного залізобетону з двома підземними вестибулями з ескалаторами. Платформа — острівна, пряма.

## Будівництво
У зв'язку з затримками фінансування відкриття станції багаторазово переносилося. До відкриття метрополітену у 2005 році планувалося спорудити станцію одночасно зі станцією «Проспект Перемоги», яку, власне, теж відкрили з затримкою — у 2008 році. Спорудження станції «Козяча слобода» почалося на межі 2005 та 2006 років. Проте дату відкриття називали дедалі віддаленішу, приурочуючи її почергово до Нового року або Дня Республіки. 6 серпня 2009 року на станції «Кремлівська» відбулася урочиста збійка другого тунелю до станції «Козяча слобода». Після цього метробудівці почали провадити роботи з облаштування тунелів, а також оздоблювальні та інші прикінцеві роботи на станції.

## Архітектура
Як і всі інші станції казанського метрополітену, станцію «Козяча слобода» спорудило МУП «Казметробуд» за проектом архітектора А.М. Мустафіна. Інтер'єр станції оформлено у стилі хай-тек. Колони, елементи стелі, а також стіни облицьовано композитами, металокерамікою та іншими сучасними матеріалами. Станція має два вестибюлі, що сполучаються із підземними переходами під вулицею Декабристів.

## Колійний розвиток
Станція з колійним розвитком — 2 стрілочні переводи, пошерсний з'їзд і 2 станційних колії для відстою рухомого складу.

## Наземний транспорт
Станцію «Козяча слобода» сполучають з іншими районами Казані численні маршрути міського пасажирського транспорту, а саме:
- Тролейбусні — 1,4,10,17;
- Автобусні — 6,12,13,15,22,28,28a,35,35а,37,47,51,52,74,74а,75,78,79,80,81,89.